# روبن گرایس
روبن گرایس (انگلیسی: Reuben Grice؛ 1886 – ۱۹۶۷ (۸۰−۸۱ سال)) بازیکن فوتبال اهل بریتانیا بود.
از باشگاه‌هایی که در آن بازی کرده‌است می‌توان به باشگاه فوتبال نوتس کانتی و باشگاه فوتبال برنلی اشاره کرد.